# Macroscelesia longipes
Macroscelesia longipes is een vlinder uit de familie wespvlinders (Sesiidae), onderfamilie Sesiinae.
Macroscelesia longipes is voor het eerst wetenschappelijk beschreven door Moore in 1877. De soort komt voor in het Oriëntaals gebied en het  Palearctisch gebied.